# 宇文善 (許國公)
宇文善（6世紀—586年），他的祖先是昌黎大棘人，後來遷居夏州（今陝西省靖邊縣東北），南北朝北周及隋朝政治人物。
宇文善的父親宇文貴官至太保；他精通武藝，襲封父親的許國公爵位，曾得授開府儀同三司，任大將軍和洛州刺史。天和六年（571年）五月，他和唐國公李昞、中山公宇文訓、杞國公宇文亮、上庸公陸騰、安義公宇文丘、北平公寇紹、犍為公高琳、鄭國公達奚震、隴東公楊纂和常山公翼一同獲封柱國，但在建德三年（574年）就因犯罪免官。
後來宇文善恢復官位，在大象元年（579年）擔任大宗伯；周靜帝繼位後隨即在次年（580年）和神武公竇毅、修武公侯莫陳瓊、大安公閻慶進封上柱國。
隋朝建立後，他曾兼任太保，和兼太尉李詢代表隋文帝到同州的皇考桓王廟追封楊忠和呂苦桃為武元皇帝和元明皇后，同以將他們的神主遷移到京師。隋文帝待宇文善很好，封他的兒子宇文穎為上儀同大將軍，後來在開皇六年（586年）因為弟弟杞國公宇文忻謀反被連坐，廢為庶人，不久去世。

## 家庭

### 兄弟
- 宇文忻，隋朝上柱国、杞国公
- 宇文恺，隋朝金紫光禄大夫、工部尚书、安平康公

### 子女
- 宇文颖，唐朝司农卿、化政郡公

## 引用
1. ↑  《周書·卷十九·列傳第十一》：宇文貴字永貴，其先昌黎大棘人也。徙居夏州。……子善嗣。
2. 1 2  《周書·卷十九·列傳第十一》：（宇文善）歷位開府儀同三司、大將軍、柱國、洛州刺史。以罪免，尋復本官，除大宗伯。大象末，進位上柱國。
3. 1 2 3  《隋書·卷四十·列傳第五》：（宇文）善紘厚有武藝。大象末位上柱國，封許國公。隋文帝受禪，遇之甚厚，拜其子穎上儀同。及善弟忻誅，並廢於家。善未幾卒。
4. ↑  《周書·卷五·帝紀第五·武帝上》：（天和六年五月丙寅）以大將軍唐國公李昞、中山公訓、杞國公亮、上庸公陸騰、安義公宇文丘、北平公寇紹、許國公宇文善、犍為公高琳、鄭國公達奚震、隴東公楊纂、常山公于翼並為柱國。
5. ↑  《周書·卷五·帝紀第五·武帝上》：（建德三年二月）癸丑，柱國、許國公宇文善有罪免。
6. ↑  《周書·卷七·帝紀第七·宣帝》：（大象元年正月）辛亥，以柱國、許國公宇文善為大宗伯。
7. ↑  《周書·卷八·帝紀第八·靜帝》：（大象二年）六月戊午，以柱國許國公宇文善、神武公竇毅、修武公侯莫陳瓊、大安公閻慶竝為上柱國。
8. ↑  《隋書·卷七·禮儀二》：高祖既受命，遣兼太保宇文善、兼太尉李詢，奉策詣同州，告皇考桓王廟，兼用女巫，同家人之禮。上皇考桓王尊號為武元皇帝，皇妣尊號為元明皇后，奉迎神主，歸於京師。
9. ↑  《隋書·卷一·帝紀第一·高祖上》：開皇六年（閏八月）丙子，上柱國、郕國公梁士彥，上柱國、杞國公宇文忻，柱國、舒國公劉昉，以謀反伏誅。上柱國、許國公宇文善坐事除名。